# Jetom
Jetom (em francês: jeton) é o pagamento que, no Brasil, recebem servidores públicos federais em razão da participação como representantes da União em Conselhos de Administração e Fiscal — ou em órgãos equivalentes — de pessoas jurídicas controladas direta ou indiretamente pela União. Também era o nome do pagamento que se fazia a congressistas por participarem de sessões legislativas extraordinárias.
Conforme o artigo 57, § 7º, da Constituição Federal: "§ 7º Na sessão legislativa extraordinária, o Congresso Nacional somente deliberará sobre a matéria para a qual foi convocado, ressalvada a hipótese do § 8º deste artigo, vedado o pagamento de parcela indenizatória, em razão da convocação. (Redação dada pela Emenda Constitucional nº 50, de 2006)".